# Гоцій Наталія
Наталія Гоцій (англ. Nataliya Gotsiy, також пишеться Gotsii; нар. 10 липня 1984) — українська топ-модель і телеведуча.

## Кар'єра
Моделлю Наталія Гоцій стала випадково – прийшла на кастинг однієї зі столичних агенцій, щоб підтримати подругу. Там її помітили.
Вже у 2004 році перемогла в міжнародному конкурсі Ford Supermodel of the World 2004 року.
За рік після перемоги портфоліо Гоцій поповнилося зйомками для Vogue, італійського Marie Claire, Numero, Fashion Magazine, Elle та інших журналів. Гоцій стала обличчям ароматів Baby Doll від Yves Saint Laurent та «212» від Carolina Herrera. 

Дефілювала на показах у Valentino, Yves Saint Laurent, Бегназа Сарафура, Крістіана Лакруа, Діани фон Фюрстенберг, Dior, Dolce & Gabbana, Дріса Ван Нотена, Gucci, Оскара де ла Ренти, Вів'єн Вествуд, Марка Джейкобса, Адольфо Араізи та інших лідерів fashion-індустрії.

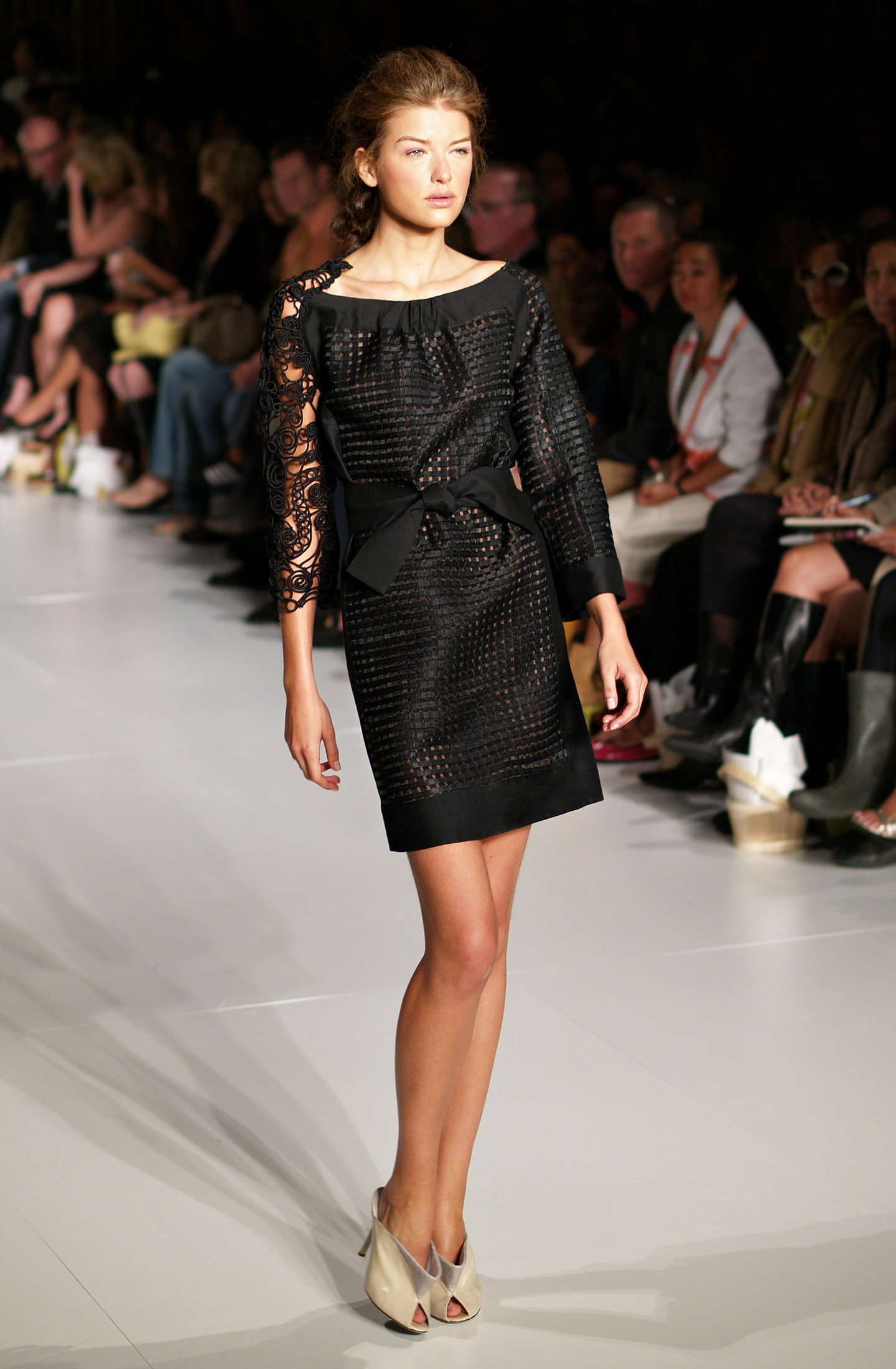
Наталія Гоцій на Нью-Йоркському тижні моди, весна 2007 — показ Синтії Роулі

У 2007 році фотографії Наталії Гоцій з показу Гі Лароша привернули увагу до занизької ваги моделі. Через поширення цих знімків у ЗМІ Гоцій мала проблеми з пошуком роботи в модельному бізнесі. Згодом Наталія Гоцій лікувалася від анорексії.
У 2008 році народила сина. І вже у 2009 повернулася в моделінг: знялася у відео для показу мод Victoria's Secret, з якою працювала у 2006 році. У 2013 році Наталія Гоцій народила другого сина.  
У 2019 році була ведучою проєкту про молодих дизайнерів "Подіум" на Новому каналі. 
Нині співпрацює з світовими брендами та знімається для обкладинок глянцю.  
У 2021 році дефілювала на показі Armani на Milan Fashion Week. 
Авторка популярного YouTube-каналу "Быть Гоций".
Веде також спортивний Telegram-канал, де безкоштовно публікує відео з тренуваннями.